# Stazione di Bisceglie
Stazione di Bisceglie vasútállomás Olaszországban, Puglia régióban, Bisceglie településen.

## Vasútvonalak
Az állomást az alábbi vasútvonalak érintik:
- Ancona–Lecce-vasútvonal

## Kapcsolódó állomások
A vasútállomáshoz az alábbi állomások vannak a legközelebb: 
- Stazione di Molfetta
- Stazione di Trani